# Bystra (województwo małopolskie)
Bystra – wieś w Polsce, położona w województwie małopolskim, w powiecie gorlickim, w gminie Gorlice, niedaleko Gorlic. Historia wsi sięga XIV wieku. Miejscowość jest siedzibą rzymskokatolickiej parafii pod wezwaniem św. Józefa Oblubieńca Najświętszej Maryi Panny. W 2021 roku wieś liczyła 1 516 mieszkańców.

## Geografia

### Położenie
Centrum wsi położone jest w dolinie Bystrzanki, otoczonej beskidzkimi szczytami Jelenią Górą, Maślaną Górą, Buczem oraz pogórską Taborówką. Bystra leży na pograniczu Gór Grybowskich (stanowiących północno-zachodnią część Beskidu Niskiego) i Obniżenia Gorlickiego. Przez wieś przebiega granica między Beskidami, a Pogórzem Karpackim. Miejscowość położona jest 5 km na zachód od Gorlic, leży przy drodze powiatowej prowadzącej z sąsiedniego Szymbarku do Szalowej. Południowa część wsi znajduje się w granicach Południowomałopolskiego Obszaru Chronionego Krajobrazu.
Bystra graniczy z: Bieśnikiem, Wolą Łużańską, Mszanką, Stróżówką, Ropicą Polską, Szymbarkiem – w powiecie gorlickim oraz Gródkiem – w powiecie nowosądeckim. 

### Części wsi
| SIMC    | Nazwa           | Rodzaj    |
| ------- | --------------- | --------- |
| 0425202 | Bucze           | część wsi |
| 0425225 | Frankówka       | część wsi |
| 0425231 | Granice od Woli | część wsi |
| 0425248 | Oracówka        | część wsi |
| 0425254 | Pod Lasem       | część wsi |
| 0425260 | Smołówka        | część wsi |
| 0425277 | Za Działem      | część wsi |

### Rzeźba terenu

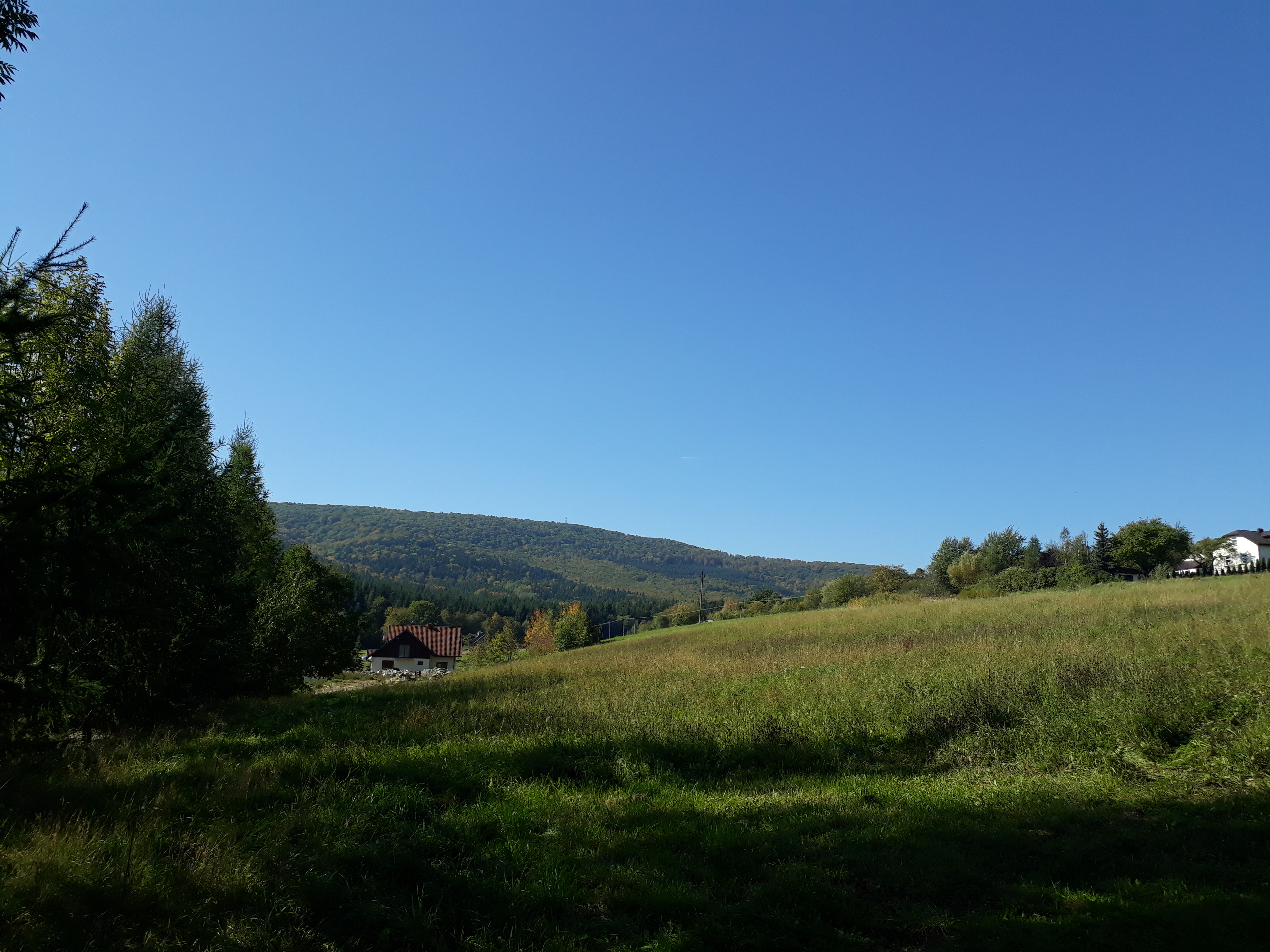
Bystra. Widok na Jelenią Górę

Obszar Bystrej charakteryzuje się urozmaiconą rzeźbą terenu. Duży kontrast litologiczny powoduje występowanie na obszarze wsi krajobrazu górskiego i podgórskiego, których granicę stanowi czoło nasunięcia płaszczowiny magurskiej. Centrum wsi leży dolinie potoku Bystrzanka w obszarze o krajobrazie gór niskich, gdzie najwyższa wysokość osiąga 753 m (Maślana Góra). Doliny tej części mają najczęściej wypukłe lub wypukło-wklęsłe zbocza. Stoki tutaj są stosunkowo strome, osiągają spadek 15-30°, a deniwelacje dochodzą do 400 m. Rzeźbą pogórską charakteryzuje się część północno-wschodnia wsi, położona na wysokości 300–450 m. W rzeźbie pogórskiej dominują szerokie, płaskie wierzchowiny, zbocza wzniesień są łagodne, a nachylenie stoków wynosi 5–15°.
Na obszarze Bystrej, z powodu budowy geologicznej występują osuwiska ziemne, uaktywniające się po ulewnych deszczach.

### Klimat
Według regionalizacji klimatycznej Wincentego Okołowicza i Danuty Martyn z 1979 roku obszar Bystrej zaliczany jest do regionu karpackiego, a według podziału Alojzego Wosia z 2010 roku do regionu górskiego.
Bystra leży w strefie klimatu umiarkowanego. Większość obszaru wsi położona jest w piętrze klimatu umiarkowanie ciepłego; średnia roczna temperatura powietrza zawiera się w przedziale 8-9°C. Tylko tereny położone na najwyższych partiach stoków górskich znajdują się w piętrze klimatu umiarkowanie chłodnego, gdzie średnia roczna temperatura nie przekracza 6 °C. Granica przebiega na wysokości od 460 m do 620 m (przeciętnie na 570 m), na wypukłych formach terenu wyżej, a we wklęsłych niżej. Wraz z wysokością na poziomem morza spada temperatura, skraca się lato i wydłuża zima.
Wieś leży w strefie znacznych rocznych opadów atmosferycznych, wieloletnie średnie rocznej sumy opadów mieszczą się w przedziale 800-900 mm. Średnia roczna suma usłonecznienia wynosi 1700 godzin, a średnie roczne ciśnienie atmosferyczne na poziomie morza 1017 hPa.

### Geologia
Budowa podłoża geologicznego obszaru Bystrej jest zróżnicowana.
Większa, beskidzka część obszaru wsi, pod względem budowy geologicznej położona jest na północnym krańcu płaszczowiny magurskiej, u nasady tzw. tektonicznego półwyspu Łużnej. Płaszczowina magurska na tym obszarze ma budowę łuskową i zbudowana jest z serii utworów łupkowo-piaskowcowych (niekiedy marglistych), którą tworzą:
- warstwy inoceramowe – zwane też ropianieckimi, zbudowane głównie z piaskowców i łupków. Warstwy inoceramowe stanowią najstarszy element profilu litofacjalnego, zaliczane są obecnie do górnej kredy, jednak ich wiek nie został definitywnie ustalony.
- warstwy pstrych łupków – występują w formie kompleksu, w którym dominują czerwone i zielone łupki ilaste z podrzędnymi wkładkami cienkoławicowych piaskowców. Datowane na eocen.
- warstwy podmagórskie – warstwy z przewagą utworów łupkowo-marglistych z domieszką iłowców i piaskowców. Utworzone na granicy eocenu i oligocenu.
- warstwy magurskie – podstawowy element rzeźbotwórczy, zbudowane są z piaskowców. Najczęściej są to piaskowce drobnoziarniste, bardzo twarde, o zmiennej barwie, z domieszką miki i glaukonitu.  Stanowią najmłodszy element profilu, datowane są na oligocen.

Część leżąca na Obniżeniu Gorlickim zbudowana jest z iłołupkowych warstw krośnieńskich powstałych w oligocenie. Jest to kompleks łupkowo-piaskowcowy wykazujący wyraźną trójdzielność:
- dolne ogniwo zbudowane jest z  gruboławicowych piaskowców wapnistych, w części stropowej przechodzących w utwory łupkowo-piaskowcowe.
- warstwy środkowokrośnieńskie to zwięzłe piaskowce średnio- i cienkoławicowe z wkładkami łupków. W środkowej ich części występują piaskowce gruboławicowe.
- górne ogniwo reprezentowane jest przez serię łupkowo-piaskowcową, w której łupki osiągają ok. 70% udziału.

### Gleby
Pokrywa glebowa obszaru Bystrej charakteryzuje się dużym zróżnicowaniem wynikającym z położenia geograficznego i ukształtowania terenu. Na obszarze beskidzkim dominują gleby z rzędu brunatnoziemnych i bielicoziemnych, tylko w dolinie Bystrzanki występuje gleba płowa. Gleby te powstały przede wszystkim ze zwietrzeliny osadów fiszowych, często podścielonych rumoszem skalnym.
Rząd gleby brunatnoziemnej reprezentują głównie podtypy gleb brunatnych. Wśród nich najczęściej występują gleby brunatne właściwe o różnym stopniu wyługowania, miejscami oglejone. Gleby brunatne kwaśne występują na stosunkowo małej powierzchni, zwykle w sąsiedztwie gleb skrytobielicowych, gdyż ich występowanie związane jest z obecnością w podłożu uboższych odmian piaskowców.
Gleba bielicoziemna z przewagą gleby skrytobielicowej występuje na wyższych zalesionych partiach Maślanej Góry, Jeleniej Góry i stoku Bucza. Odczyn tej gleby jest kwaśny. Występowanie gleby skrytobielicowej związane jest częściowo z obecnością w podłożu uboższych glebotwórczo odmian piaskowców magurskich.
W części wsi leżącej na obszarze Obniżenia Gorlickiego dominują pararędziny zaliczane do rzędu gleb słabo ukształtowanych. Pararędziny są wytworzone ze zwietrzelin skał luźnych zasobnych w węglany, w związku z tym ich odczyn jest obojętny lub alkaliczny.

## Historia
Bystra została lokowana w XIV wieku. Osadę lokowano na surowym korzeniu, a więc zasadźca założył ją od podstaw na terenie zupełnie niezagospodarowanym. Osadnikom w nowych wsiach przydzielano zwykle jeden łan ziemi. W 1369 roku Kazimierz Wielki przeniósł ją z prawa polskiego na niemieckie. Początkowo role uprawne rozciągały się w dolinie Bystrzanki, odległe od centrum przysiółki powstały w późniejszym okresie. W Bystrej działał sąd ławniczy, do dziś zachowała się księga ławnicza wsi z lat 1499–1561. Bystra należała do dóbr królewskich oddawanych w dzierżawę rodom szlacheckim. Z lustracji przeprowadzonej w województwie krakowskim w II połowie XVIII wieku wynika, że od 1750 roku tenutę Bystra dzierżawiła Anna Niemyska, chorążyna podlaska. We wsi żyło wtedy 6 kmieci oraz łącznie 36 zagrodników i chałupników, funkcjonował młyn i browar, a dziesięcinę płacono do kościoła w Szymbarku. Miejscowość znajdowała się wtedy w powiecie bieckim.
W 1772 roku, po I rozbiorze Polski, wieś znalazła się na obszarze zaboru austriackiego, w Królestwie Galicji i Lodomerii. Majątek w Bystrej, jako była królewszczyzna, został włączony do dóbr kameralnych, które później były prywatyzowane. 13 grudnia 1788 roku dobra w Bystrej nabyła na własność ich ostatnia dzierżawczyni Anna z Łętowskich Niemyska. Od 1773 roku, kiedy obszar Galicji podzielono na cyrkuły, Bystra znajdowała się w cyrkule pilzneńskim, w dystrykcie bieckim; po reformie administracyjnej, przeprowadzonej w 1782 roku, w cyrkule jasielskim, a od 1867 w powiecie gorlickim. W 1870 roku, z inicjatywy ks. Józefa Radeckiego, we wsi utworzono jednoklasową szkołę ludową. Wydany w 1880 roku Słownik geograficzny Królestwa Polskiego określa liczbę mieszkańców Bystrej na 995 osób, we wsi było wtedy 178 domów. W latach 1906–1907 ziemiańska rodzina Groblewskich zbudowała nowy, otoczony parkiem dworskim, murowany dwór.

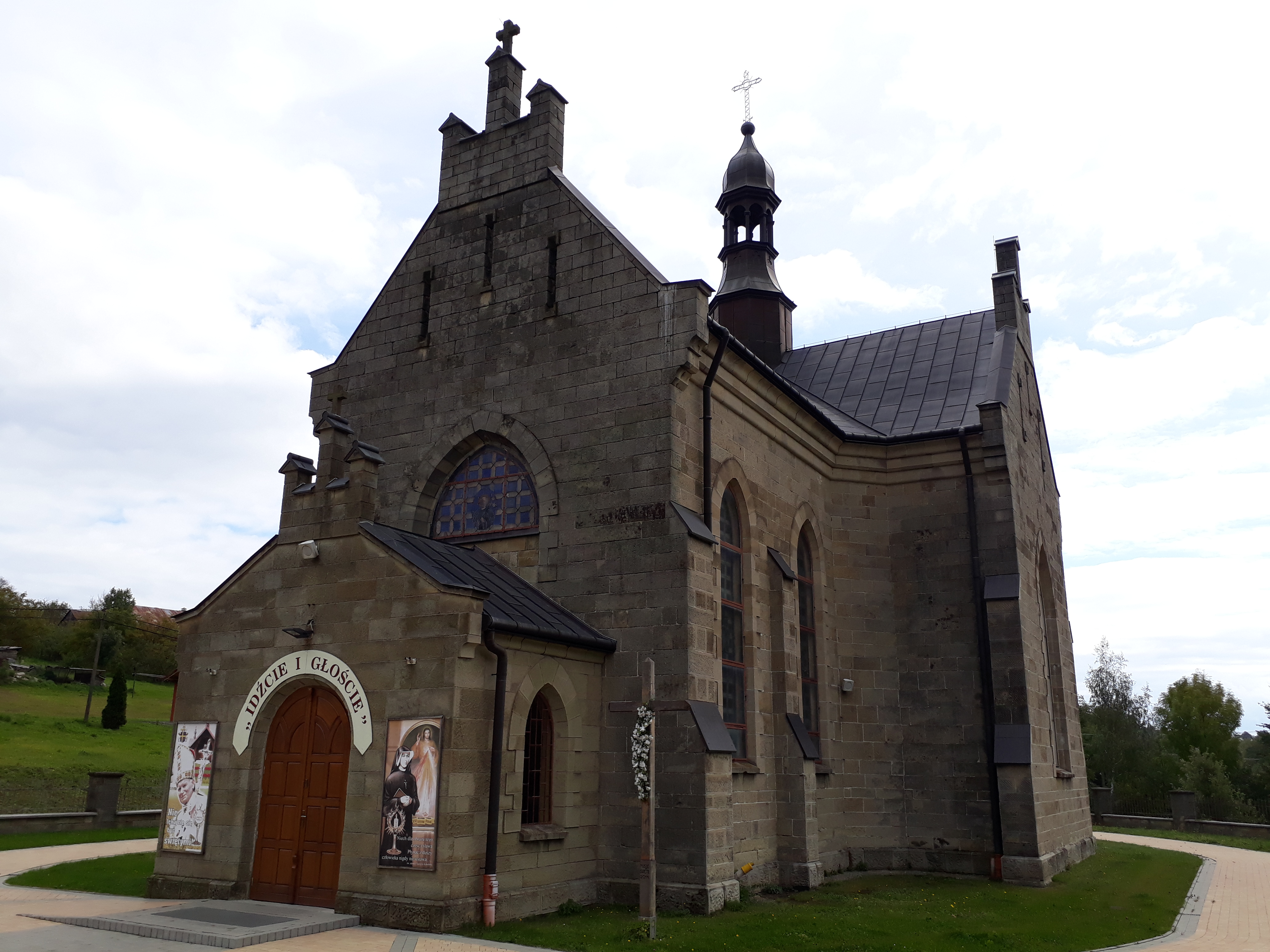
Kościół parafialny w Bystrej

W wyniku reformy administracyjnej, przeprowadzonej po odzyskaniu przez Polskę niepodległości, Bystra znalazła się w województwie krakowskim, w gminie Glinik Mariampolski. Według danych spisu powszechnego przeprowadzonego w 1921 roku w Bystrej mieszkało 1137 osób, w tym 1133 narodowości polskiej; 529 mężczyzn i 608 kobiet. 1100 osób zadeklarowało wyznanie rzymskokatolickie, 36 wyznanie mojżeszowe i jedna greckokatolickie. We wsi było 221 budynków mieszkalnych. W latach 1922–25 zbudowano we wsi kościół pod wezwaniem św. Józefa Oblubieńca Najświętszej Maryi Panny. Autorem projektu architektonicznego był Roman Olszewski. W 1926 roku biskup tarnowski Leon Wałęga erygował parafię w Bystrej. W 1965 roku dobudowano wolnostojącą dzwonnicę, mającą formę trzech kamiennych arkad.
W 1939 roku, po agresji Niemiec na Polskę, Bystra znalazła się na obszarze utworzonego przez III Rzeszę Generalnego Gubernatorstwa, w dystrykcie krakowskim, w starostwie jasielskim. Na terenie Generalnego Gubernatorstwa wprowadzono obowiązek dostarczenia kontyngentu. Przymusowego oddawanie przez rolników określonej ilości swoich plonów doprowadziło do zubożenia mieszkańców wsi. W maju 1944 roku oddział partyzancki Armii Krajowej „Żbik” przeprowadził w Bystrej akcję bojową skierowaną przeciw ściąganiu kontyngentów. W czasie okupacji niemieckiej mieszkająca we wsi rodzina Pyrków udzielała pomocy Samuelowi Olinerowi, 11-letniemu chłopcu narodowości żydowskiej. Za to poświęcenie w 1990 roku Instytut Jad Waszem przyznał Balbinie Piecuch-Pyrek i jej synowi Stanisławowi Pyrkowi tytułu Sprawiedliwych wśród Narodów Świata. W okresie okupacji Niemcy zamordowali w Bystrej jedną osobę. 16 stycznia 1945 roku wojska niemieckie zostały wyparte z rejonu Gorlic.
7 września 1946 roku w przejętym przez państwo dworze otwarto Państwową Szkołę Gospodarstwa Wiejskiego. Później szkoła kilkakrotnie zmieniała nazwę, w 1993 roku nadano jej imię Stanisławy Groblewskiej. W 1985 roku park dworski wpisano do rejestru zabytków, w 2007 roku został z rejestru wykreślony. Od 1954 roku istniała gromada Bystra, 31 grudnia 1961 gromadę zniesiono, włączając jej obszar do gromady Szymbark. W latach 1945–75 wieś znajdowała się w woj. rzeszowskim, w latach 1975–98 była częścią woj. nowosądeckiego. W 1990 roku, według danych urzędowych, Bystra liczyła 1418 mieszkańców.

## Współczesność
Sołectwo Bystra zajmuje obszar 1436 ha, który zamieszkuje ok. 1500 osób. W miejscowości znajduje się ok. 400 budynków mieszkalnych. Wieś ma charakter typowo rolniczy, dominują małe kilkuhektarowe gospodarstwa rolne.

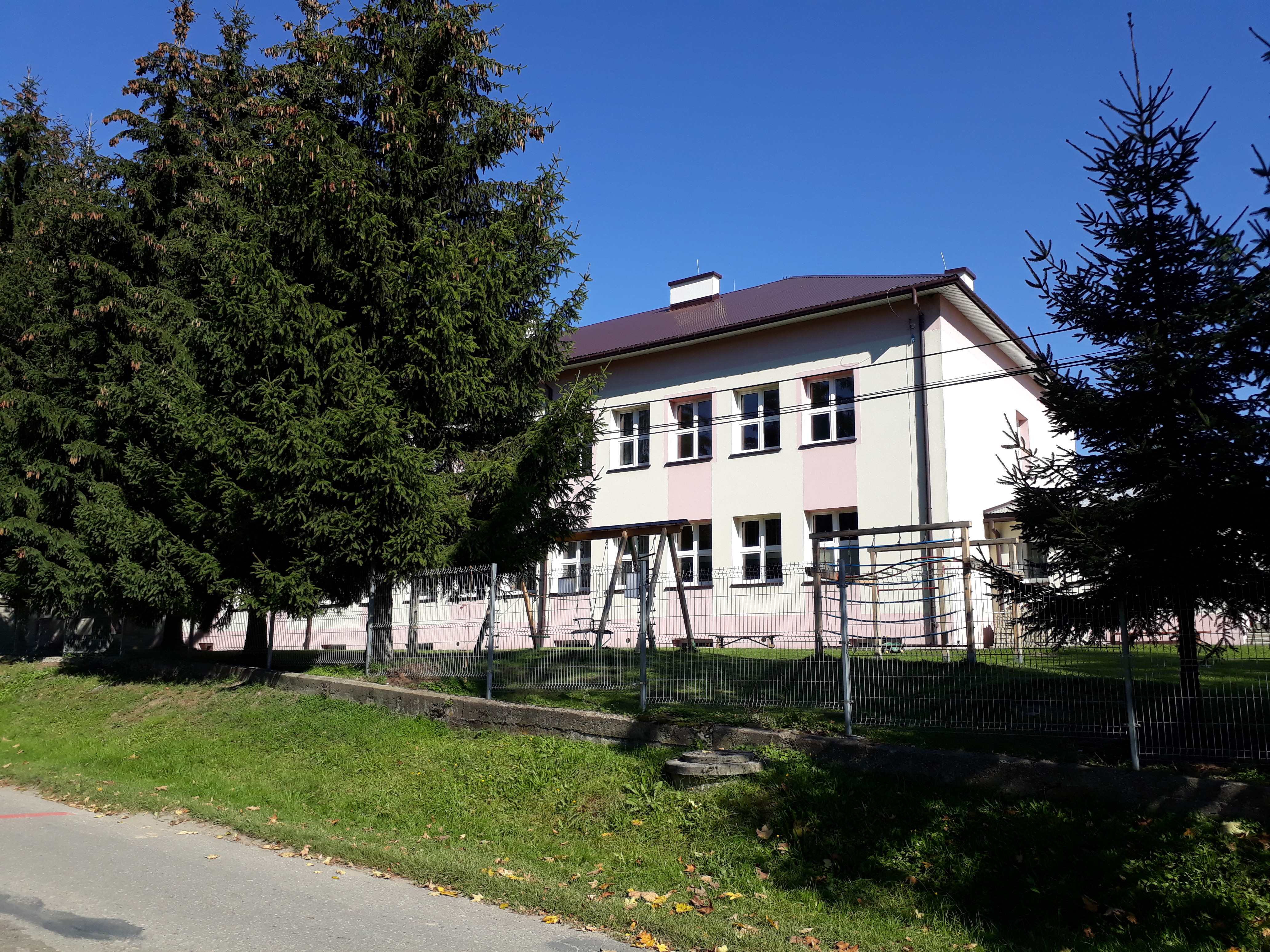
Szkoła Podstawowa

W Bystrej działają Ludowy Klub Sportowy, Ochotnicza Straż Pożarna, filia Ośrodka Kultury Gminy Gorlice oraz Koło Gospodyń Wiejskich. W miejscowości funkcjonują trzy placówki oświatowe: Samorządowe Przedszkole, Szkoła Podstawowa im. Juliusza Słowackiego oraz Zespół Szkół Centrum Kształcenia Rolniczego w Bystrej (prowadzony przez Ministerstwo Rolnictwa i Rozwoju Wsi). Wieś jest siedzibą rzymskokatolickiej parafii pod wezwaniem św. Józefa Oblubieńca Najświętszej Maryi Panny.
W Bystrej znajduje się, murowany z kamienia ciosanego, kościół – zbudowany w stylu neogotyckim z elementami neoromańskimi. Obok kościoła zlokalizowany jest cmentarz, pochowano na nim  gen. Aleksandra Jasińskiego-Sasa. We wsi zachował się, otoczony parkiem, dawny dwór rodziny Groblewskich (obecnie budynek zespołu szkół rolniczych) z początku XX wieku. Zachowało się też kilka kapliczek, w tym kryta gontem kapliczka z przełomu XVIII i XIX wieku oraz wykonana z wapienia, figura Matki Bożej z 1899 roku.
Z Bystrej do Gorlic kursuje komunikacja miejska (linia nr 2 Bystra – Osiedle Górne). Przez wieś biegnie Królewski Szlak Rowerowy z Biecza do Obidzy